# Sumiko Watanabe
Sumiko Watanabe (jap. 渡辺すみ子 Watanabe Sumiko; ur. 28 listopada 1916 w Nagoi, zm. 2 listopada 2010) – japońska lekkoatletka, sprinterka.
Podczas igrzysk olimpijskich w Los Angeles (1932) odpadła w półfinale na 100 metrów oraz zajęła 5. miejsce w sztafecie 4 × 100 metrów (Japonki biegnące w składzie: Mie Muraoka, Michi Nakanishi, Asa Dogura i Watanabe ustanowiły wynikiem 48,9 rekord Japonii, który przetrwał do 1958 roku, rezultat ten był także przez lata rekordem Azji).

## Rekordy życiowe
- Bieg na 100 metrów – 12,2 (28 maja 1932, Tokio i 1 sierpnia 1932, Los Angeles i 19 sierpnia 1934, Poznań), rezultat Watanabe był do 1951 rekordem Japonii[3]